# Chupacabra

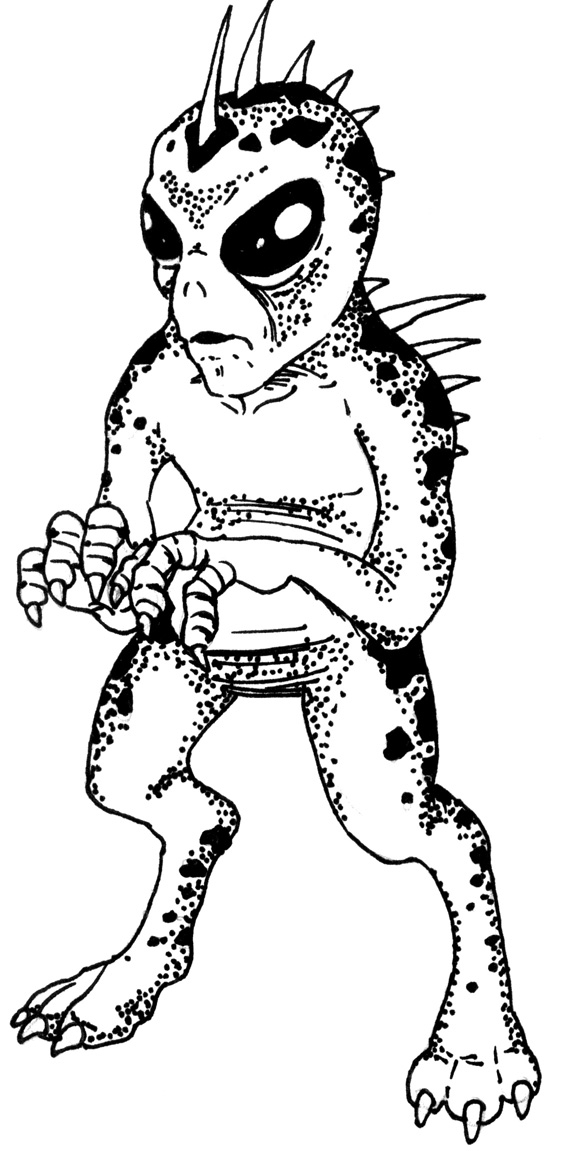
Posibil aspect al Chupacabra, conform unor presupuși „martori”

Chupacabra (din limba spaniolă chupar = a suge  și cabra = capră) este un presupus animal care ar trăi în America. Prezența sa este afirmată mai ales de membrii comunității latino-americane. Aceste creaturi au fost atestate pentru prima dată în 1994, în Puerto Rico, dar recent au început să se manifeste și în unele state din SUA și Mexic.
Chupacabra se traduce ca „sugător de capre”, denumire care se datorează presupusului său obicei de a ataca animale domestice, în special capre, pentru a le suge sângele. Aceste animale stranii sunt observate cu precădere în timpul creșterii numărului de OZN-uri semnalate în regiune. Cadavrele au numeroase răni, de regulă de formă circulară, cu un diametru între 0,6 și 1,25 cm, și foarte adânci, uneori atingând 12 cm în profunzime.
Descrierea sa variază de la un martor la altul, dar în general se crede că ar fi de dimesiunea unui urs mic, cu spini pe spinare, care se întind de la creștetul capului până la baza cozii. Este descris ca având un cap oval cu maxilare proeminente, ochi mari de culoare roșie, gură mică cu colți ascuțiți, corp acoperit cu blană păroasă deasă, mâini cu trei degete dotate cu gheare și picioare robuste. A fost înaintată ipoteza existenței unei specii hibride extraterestre. De asemenea, se prea poate ca animalele mutilate să fie rezultatul ritualurilor unor secte satanice.
În iulie 2007, o americancă ar fi descoperit cadavrul unui chupacabra și l-ar fi studiat atent, fotografiindu-l, preparându-l și conservându-i capul într-o ladă frigorifică pentru analize de ADN. Creatura cântărea 20 kg și semăna cu un câine fără păr, cu niște colți puternici de vampir. În ciuda tuturor presupuselor dovezi, majoritatea biologilor care se ocupă de animale sălbatice consideră că Chupacabra este o „legendă urbană”.
Se crede că un animal filmat de doi polițiști americani, din orașul Cuero, Texas, care are corpul complet lipsit de păr, membrele posterioare extrem de lungi și un cap terminat cu un bot imens, care nu este nici câine și nici coiot, ar fi un Chupacabra.
S-au găsit mai multe tipuri de cadavre de Chupacabra, dar nu se poate spune exact dacă și restul lor (cele cu membre inferioare foarte lungi, cu spini sau pene pe spate etc.) ar fi reale.